# Oryzopsis swallenii
Oryzopsis swallenii är en gräsart som beskrevs av Charles Leo Hitchcock och Richard William Spellenberg. Oryzopsis swallenii ingår i släktet Oryzopsis och familjen gräs. Inga underarter finns listade i Catalogue of Life.